# هنري دبليو. كولير
هنري دبليو. كولير (بالإنجليزية: Henry W. Collier)‏ هو محامي وقاضي وسياسي أمريكي، ولد في 17 يناير 1801 في مقاطعة لونينبرغ في الولايات المتحدة، وتوفي في 28 أغسطس 1855 في ألاباما في الولايات المتحدة. حزبياً، نشط في الحزب الديمقراطي. وقد انتخب حاكم ألاباما ‏ (17 ديسمبر 1849 – 20 ديسمبر 1853).